# National Report
National-Report es una popular lista musical de sencillos emitida semanalmente por el Top 100 National, que establece el ranking de las canciones más exitosas en Colombia, Venezuela, Panamá, Ecuador y algunas ciudades de Los Estados Unidos.
La lista principal de National-Report es el Top 100 basada en los datos de audiencia y detecciones recopilados en monitoreos de las 10 principales ciudades de la nación y más de 250 emisoras de radio. Además del Top 100, Natioanl Report publica sus listas por formatos: Top Crossover, Top Latino, Top Tropical, Top Popular, Top Anglo, Top Rock, Top Urbano y Top Vallenato. National-Report también monitorea datos de Venezuela y Ecuador.
La empresa tiene su sede en Bogotá.

## Colombia Top 100
El Top 100 Colombiano combina tanto las ventas vía descarga digital y los niveles de audiencia radial de Colombia a cargo de la National-Report. La lista de airplay de Colombia, es el resultado del monitoreo de más de cien estaciones radiales representantes del pop, reguetón, la música de los adultos contemporáneos, y los géneros del top 40.1 2 Tal y como lo han hecho cada vez que una nueva lista entra en funcionamiento, National-Report compiló una "prueba" no publicada antes de hacerla debutar. La versión en línea de la lista, también contiene iconos de banderas colombianos junto a los artistas de dicha nacionalidad.